# Holstebro kommun
Holstebro kommun (danska: Holstebro Kommune) är en kommun i Region Mittjylland i västra Danmark. Kommunens centralort är staden Holstebro där över hälften av invånarna är bosatta. Kommunens befolkning uppgick 2009 till 57267 personer. 1985 bodde 53192 personer i samma område. Kommunen löper i en halvmåneform från Västerhavet till Limfjorden. Storå löper genom Holstebro och mynnar i Nissum fjord.
Den nuvarande kommunen bildades den 1 januari 2007 genom en sammanläggning av dåvarande Holstebro kommun med kommunerna Ulfborg-Vemb och Vinderup, samtliga i dittillsvarande Ringkjøbings amt.